# Igor de Camargo
Igor de Camargo (Porto Feliz, Brasil, 12 de mayo de 1983) es un futbolista brasileño, aunque nacionalizado belga, que juega como delantero.

## Clubes
| Club                     | País     | Año       |
| ------------------------ | -------- | --------- |
| K. R. C. Genk            | Bélgica  | 2000-2003 |
| Heusden-Zoler            | Bélgica  | 2003-2004 |
| K. R. C. Genk            | Bélgica  | 2004-2005 |
| F. C. Brussels           | Bélgica  | 2005-2006 |
| Standard de Lieja        | Bélgica  | 2006-2010 |
| Borussia Mönchengladbach | Alemania | 2010-2013 |
| TSG 1899 Hoffenheim      | Alemania | 2013-2014 |
| Standard de Lieja        | Bélgica  | 2014-2015 |
| K. R. C. Genk            | Bélgica  | 2015-2016 |
| APOEL de Nicosia         | Chipre   | 2016-2018 |
| K. V. Mechelen           | Bélgica  | 2018-2022 |
| RWDM                     | Bélgica  | 2022      |

## Palmarés

### Títulos nacionales
| Título                      | Club              | País    | Año     |
| --------------------------- | ----------------- | ------- | ------- |
| Primera División de Bélgica | K. R. C. Genk     | Bélgica | 2001-02 |
| Primera División de Bélgica | Standard de Lieja | Bélgica | 2007-08 |
| Supercopa de Bélgica        | Standard de Lieja | Bélgica | 2008    |
| Primera División de Bélgica | Standard de Lieja | Bélgica | 2008-09 |
| Supercopa de Bélgica        | Standard de Lieja | Bélgica | 2009    |
| Primera División de Chipre  | APOEL de Nicosia  | Chipre  | 2016-17 |
| Primera División de Chipre  | APOEL de Nicosia  | Chipre  | 2017-18 |
| Copa de Bélgica             | K. V. Mechelen    | Bélgica | 2018-19 |